# فرانسیسکو راموس د کاسترو
فرانسیسکو راموس د کاسترو (اسپانیایی: Francisco Ramos de Castro‎؛ ۱۸۹۰ – ۴ نوامبر ۱۹۶۳) فیلم‌نامه‌نویس و نمایشنامه‌نویس اهل اسپانیا بود.
از فیلم‌ها یا مجموعه‌های تلویزیونی که وی در آن‌ها نقش داشته است، می‌توان به آشوب‌گر اشاره نمود.